# Картијера (Тревизо)
Картијера је насеље у Италији у округу Тревизо, региону Венето.
Према процени из 2011. у насељу је живело 74 становника. Насеље се налази на надморској висини од 38 м.